# San Rossore
di San Rossore 

e le cicale cantano su i platani 
 
d’Arno a tenzone.»
(Gabriele D'Annunzio, “La tenzone”, in Alcyone, vv. 3-6)
San Rossore (dal nome popolare di San Lussorio) è una frazione di Pisa, nelle cui vicinanze si trova la celebre tenuta, in passato proprietà diretta del Presidente della Repubblica (già del Re d'Italia), e oggi, in seguito alla convenzione effettuata tra il Presidente Oscar Luigi Scalfaro e la Regione Toscana, successivamente approvata dal Parlamento italiano con la legge n. 87 dell'8 aprile 1999, facente parte del patrimonio della Regione Toscana.
Nella tenuta si trovano un importante ippodromo e la villa presidenziale del Gombo. All'interno del Parco, precisamente nella Tenuta di Tombolo, hanno sede la base militare USA di Camp Darby e la base militare CISAM.

## Storia
In epoca romana le zone limitrofe, formanti l'attuale Parco naturale di Migliarino, San Rossore, Massaciuccoli, costituivano una palude salmastrosa parte dell'antica laguna che fino al VI secolo si estendeva a sud fino alla città di Pisa. Questo territorio, coperto da fitti boschi, era chiamato Selva Palatina ed era attraversato dalla Via Emilia Scauri, costruita dal censore Marco Emilio Scauro nel 109 a.C. Nella zona sorgeva anche il Porto delle Conche, approdo costiero al servizio di Pisa, collocabile nelle vicinanze dell'attuale Macchia di Palazzetto, vicino alla Sterpaia.

### Medioevo: da palude a luogo di preghiera
In epoca altomedievale la zona rimase selvaggia e utilizzata dalle popolazioni locali per lo più come luogo di rifugio. Le continue esondazioni dei fiumi vicini, Arno e Serchio, portarono a un graduale interramento della laguna e alla formazione di una palude destinata a durare fino al XII secolo. La fitta selva fornì molto del legname usato per la realizzazione dei palazzi e delle navi della vicina Repubblica marinara di Pisa.
Dopo il 1000 la zona subì un notevole incremento della popolazione ecclesiastica e religiosa grazie alla nascita di diversi monasteri, dedicati a Santa Maddalena, San Bartolo e San Luxorio. Quest'ultimo era un soldato cristiano che subì il martirio in Sardegna sotto Diocleziano, agli inizi del IV secolo. Nel 1080 le sue spoglie furono traslate nella chiesa del monastero che sorgeva presso le attuali Cascine Vecchie. Da quel momento la zona prese il nome di San Luxorio, trasformatosi nel tempo in San Rossore. Nel 1084 l'imperatore Enrico IV donò al Capitolo dei Canonici di Pisa metà dei suoi possedimenti dalla foce del Serchio alla foce dell'Arno: "la selva dei tomboli pisani dalle foci del Serchio vecchio fino alle foci dell'Arno, dalla fossa di Cuccio fino al mare". Nel 1089 Enrico IV concede a Ugone Visconti, rappresentanti degli Obertenghi a Pisa, la metà delle corti di Pappiana, Rigoli e Corliano, la selva di San Lussorio (oggi conosciuta come parco di San Rossore), la fossa di Cuccio (oggi conosciuta come Fiume Morto) e tutta la palude di Stagno.
Con il declino della potenza navale della Repubblica Pisana, incominciato con la battaglia della Meloria del 1284, anche San Rossore conobbe un periodo di decadenza e di abbandono, contraddistinto dall'estendersi degli acquitrini e dalla diffusione della malaria.

### Dal XVI al XVIII secolo: sotto il dominio dei Medici
Con la conquista di Pisa per opera dei fiorentini, per la zona di San Rossore cominciò una certa ripresa. A metà del XVI secolo i Medici, Signori di Firenze e successivamente Granduchi di Toscana, presero in affitto le terre dal Capitolo dei Canonici di Pisa e ne incominciarono lo sfruttamento economico: vi furono praticate attività di pascolo allo stato brado e di caccia, ma anche la raccolta di legname e alcune coltivazioni agricole. Sul finire dello stesso secolo emerse il problema dell'interramento della foce del Fiume Morto, causa di rovinose esondazioni: si procedette all'apertura di uno sbocco nel vicino Serchio, ma la soluzione non fu efficace in quanto l'alveo di questo fiume si dimostrò subito non adatto a ricevere il maggior flusso delle acque.

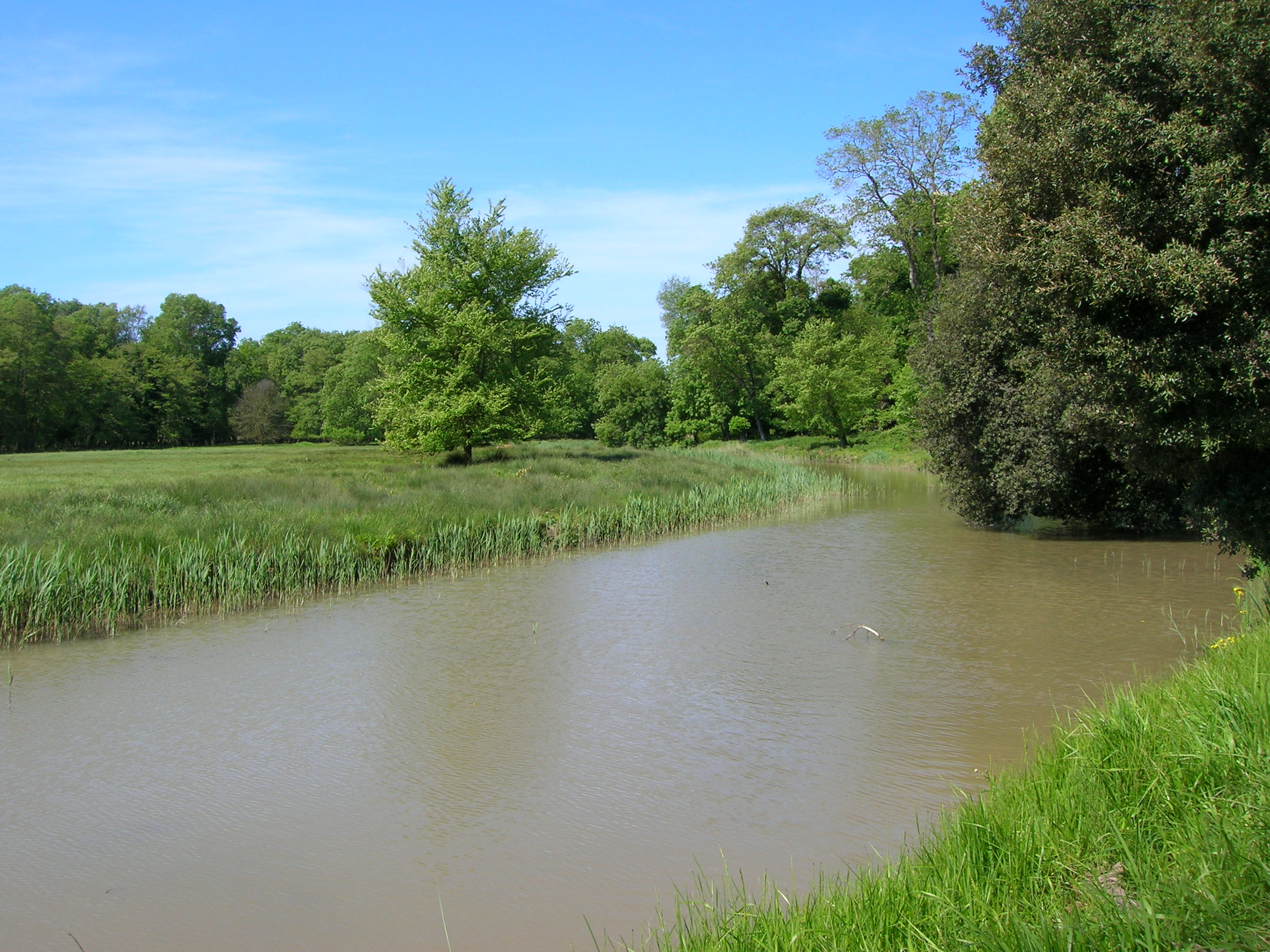
Il vecchio Fiume Morto, oggi quasi completamente ristagnante

Nel tentativo di risolvere l'annoso problema delle piene dei fiumi limitrofi, il Granduca Ferdinando I de' Medici ordinò una serie di modifiche ai loro tracciati. L'ultimo tratto dell'Arno, dai Bufalotti al mare, venne rettificato nel 1606 per facilitare il deflusso delle acque e ridurre il pericolo di devastanti piene: fu il cosiddetto "Taglio Ferdinandeo", che spostò la foce dell'Arno di due chilometri più a nord modificando il perimetro meridionale di San Rossore. L'antico alveo meridionale andò a far parte della tenuta medicea di "Arnino" o "Arno Vecchio".
Lo stesso Granduca promosse l'economia della zona, con l'edificazione della Cascina Ferdinandea, presso le attuali Cascine Vecchie, usata come abitazione dai lavoratori e come stalla per bovini da latte. Vennero inoltre potenziati il pascolo brado e l'attività venatoria, destinando la selvaggina sia alla vendita sia alla fornitura diretta delle mense dei palazzi granducali. A questo scopo vennero introdotti nella Tenuta i daini, importati dalla Sicilia e dalla Sardegna.
Sotto il granducato di Cosimo III avvenne l'introduzione dei pini domestici, una specie non autoctona destinata alla produzione di pinoli, una scelta che ha modellato in modo rilevante il paesaggio, andando a occupare circa un quarto dell'attuale area della Tenuta, e che risulterà economicamente valida almeno fino alla metà del XX secolo. Nel 1622, al tempo di Ferdinando II, vennero introdotti pure alcuni esemplari di dromedari, importati dall'Africa e destinati a costituire una presenza fissa della Tenuta per oltre 300 anni.

### Dal XVIII secolo alla venuta di Napoleone: i Lorena
Per oltre un secolo e mezzo, fino al 1784, la parte settentrionale della Tenuta di San Rossore fu di proprietà della nobile famiglia fiorentina dei Riccardi che vi fecero costruire una torre oggi scomparsa in quanto distrutta dai tedeschi durante l'ultima guerra mondiale.
Dopo la morte di Gian Gastone, ultimo Granduca della famiglia de' Medici, a essi subentrarono gli Asburgo-Lorena nel 1732. I nuovi sovrani di Toscana vollero acquisire formalmente la Tenuta di San Rossore, rilevandola dal Capitolo dei Canonici della Chiesa Primaziale di Pisa, incontrando però lunghe resistenze. Nel frattempo si occuparono di potenziare ulteriormente la produttività della zona, operando bonifiche e impiantando nuove pinete, promuovendo l'allevamento brado di bovini, equini e persino bufali, e intensificando l'attività venatoria. In risposta alle crescenti esigenze di legname per gli Arsenali medicei di Pisa, aumentò anche lo sfruttamento del bosco, utilizzando le competenze di tecnici forestali d'Oltralpe.

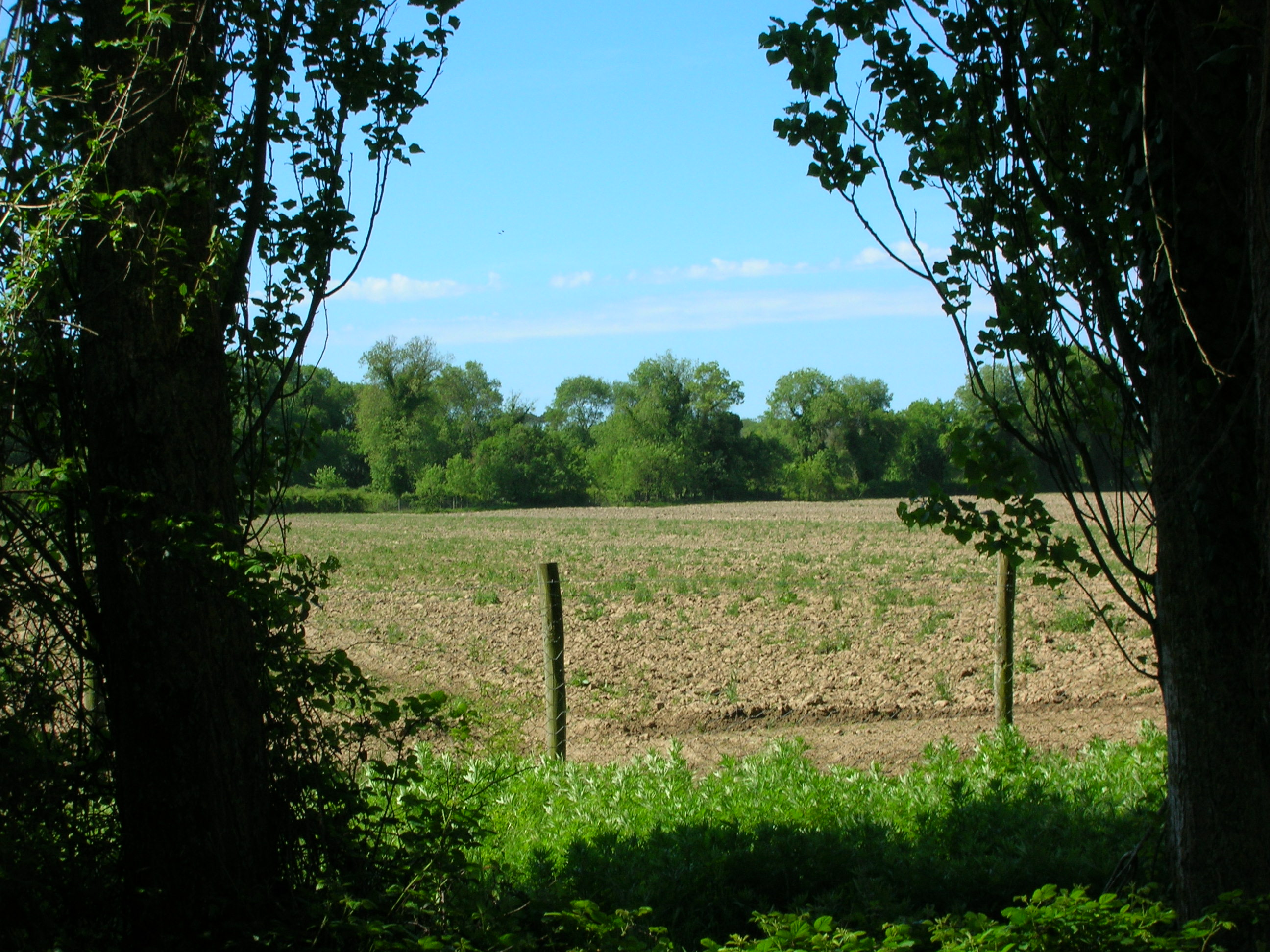
Ampie porzioni della Tenuta di San Rossore sono ancora dedicate all'agricoltura

Ai Lorena risale l'introduzione, nel 1771, del pino marittimo sulle fasce dunali più prossime al mare per difesa contro il libeccio e, successivamente, l'impianto delle pinete da pinolo nelle pasture e nelle macchie più interne, grazie a interventi di bonifica per colmata di zone palustri in prossimità delle località di Piaggetta, dell’Oncino e delle Lame di Fuori. A livello urbanistico vennero costruiti nuovi edifici e migliorata la rete stradale. Nel 1774, per favorire un miglior deflusso delle acque verso il mare, fu effettuata un'ulteriore rettifica dell'Arno nei pressi dell'ansa di Barbaricina, detta "la svolta degli Asini", parallela all'attuale via delle Lenze.
Pietro Leopoldo I Lorena curò la sistemazione del viale che da Pisa porta alle Cascine Vecchie, facendovi apporre alle due estremità quattro statue di soggetto mitologico, due delle quali ancora oggi esistenti presso il Ponte delle Trombe. Nel giugno del 1788 ebbe invece inizio la costruzione dei viali che dalle Cascine Vecchie vanno rispettivamente alle Cascine Nuove e alla Sterpaia, sotto la supervisione del sovrintendente generale Bartolini.

### Durante il Regno d'Etruria: Elisa Bonaparte
Nel periodo napoleonico la dinastia lorenese dovette abbandonare la Toscana, annessa all'Impero francese e San Rossore venne affidata alla sorella di Napoleone, Elisa Bonaparte Baciocchi, duchessa di Lucca e principessa di Piombino, che fece portare dalla Maremma dei cinghiali allo scopo di potenziare l'attività venatoria.
In questi anni la Tenuta subì gravi danni sia al patrimonio boschivo sia a quello zootecnico e faunistico, selvaggiamente sfruttato per i rifornimenti militari: ad esempio, i migliori puledri servirono come cavalcature per gli ufficiali. I francesi lasciarono un minuzioso rilevamento statistico relativo all'anno 1799 da cui risultano, fra l'altro, 1 850 vacche brade e 177 dromedari.

### Fino all'Unità d'Italia: il ritorno dei Lorena
Con la sconfitta di Napoleone e il ritorno dei Lorena a capo della Toscana, San Rossore ricominciò a essere valorizzata, assumendo sempre più un ruolo di tenuta di rappresentanza, come dimostra la realizzazione dei grandi viali alberati. Il granduca Leopoldo II incominciò la costruzione del Viale del Gombo, lungo circa cinque chilometri, arrivando nel 1828 fino alla Macchia degli Escoli, nel 1834 fino al Cotone delle Vacche brade, seguendo l'antico tracciato di via Vecchia di Marina, per giungere nel 1837 fino al mare.

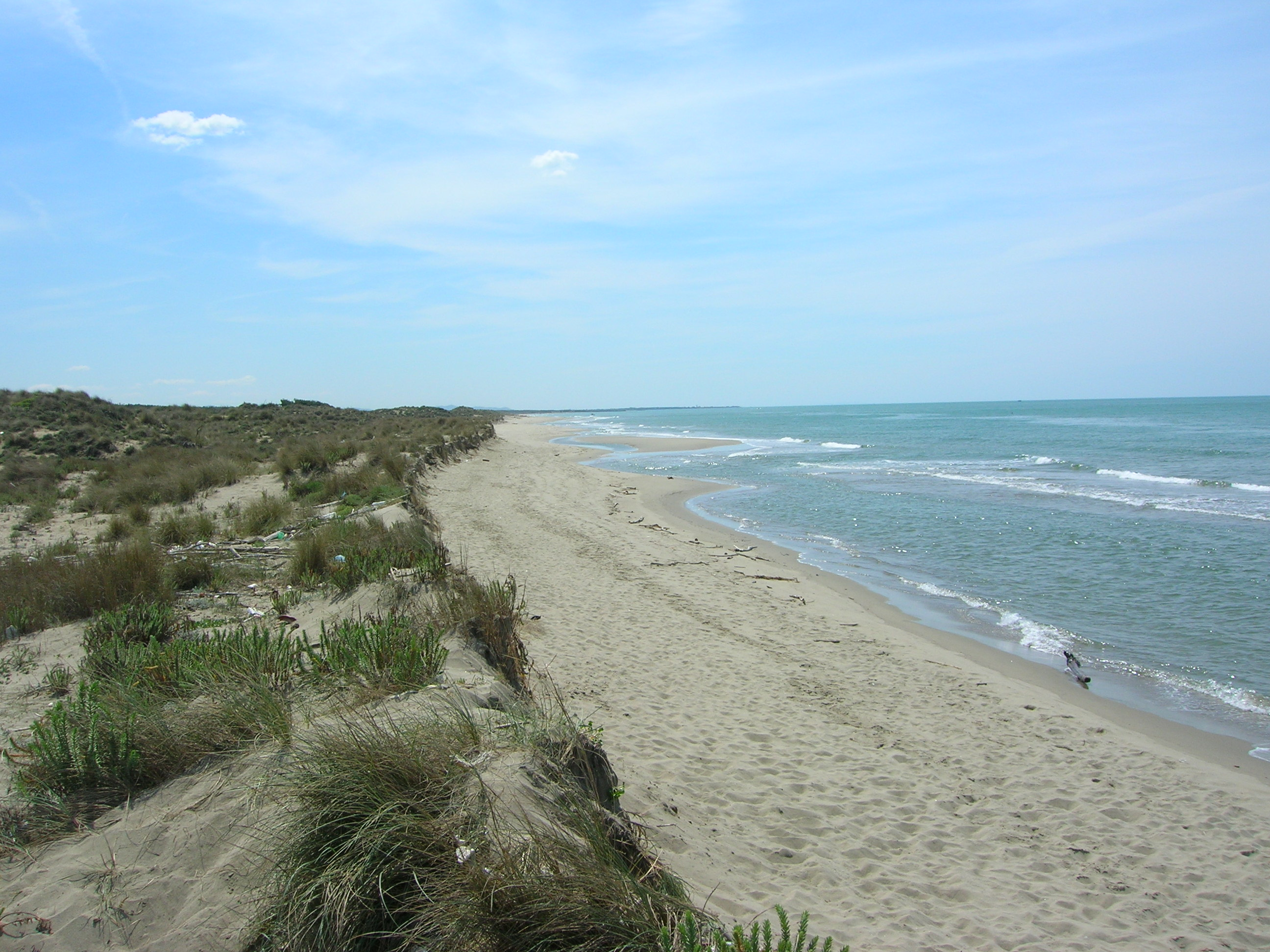
L'odierna spiaggia del Gombo

L'anno successivo incaricò Gaetano Ceccherini e il figlio Baldassarre di costruire sulla spiaggia del Gombo uno stabilimento balneare pubblico accessibile tramite il Viale di Marina. Nel 1848 il granduca fece anche costruire uno chalet per uso personale. Il Gombo divenne subito un luogo frequentato da varie personalità dell'epoca: cantanti convinti dei benefici dell'aria salmastra, musicisti come l'ungherese Franz Liszt e l'alta società pisana e toscana in generale.
Leopoldo II procedette anche alla ristrutturazione del Monastero di San Lussorio, alla costruzione della Villa di Cascine Vecchie (nel 1829) e a quella di un villino presso il Gombo, tutte strutture rase al suolo il secolo successivo durante la seconda guerra mondiale. Nel 1829 il granduca ordinò anche la realizzazione di una pista per le corse a cavallo, lunga un chilometro e mezzo, fra la Macchia degli Escoli e lo stradone della Sterpaia, da considerarsi il primo nucleo del futuro ippodromo di San Rossore.
Nel periodo lorenese l'accesso alla Tenuta fu sempre libero al pubblico, sia per utilizzare la nuova pista per l'attività equestre, sia per raggiungere in carrozza la spiaggia del Gombo, dove poter praticare elio e talassoterapia, pratiche a quel tempo consigliate per curare varie malattie dell'apparato respiratorio e la scrofolosi. L'acqua di mare, allora limpida e salubre, veniva inoltre bevuta come purgante.

### L'età dei Savoia: Vittorio Emanuele II e Umberto I

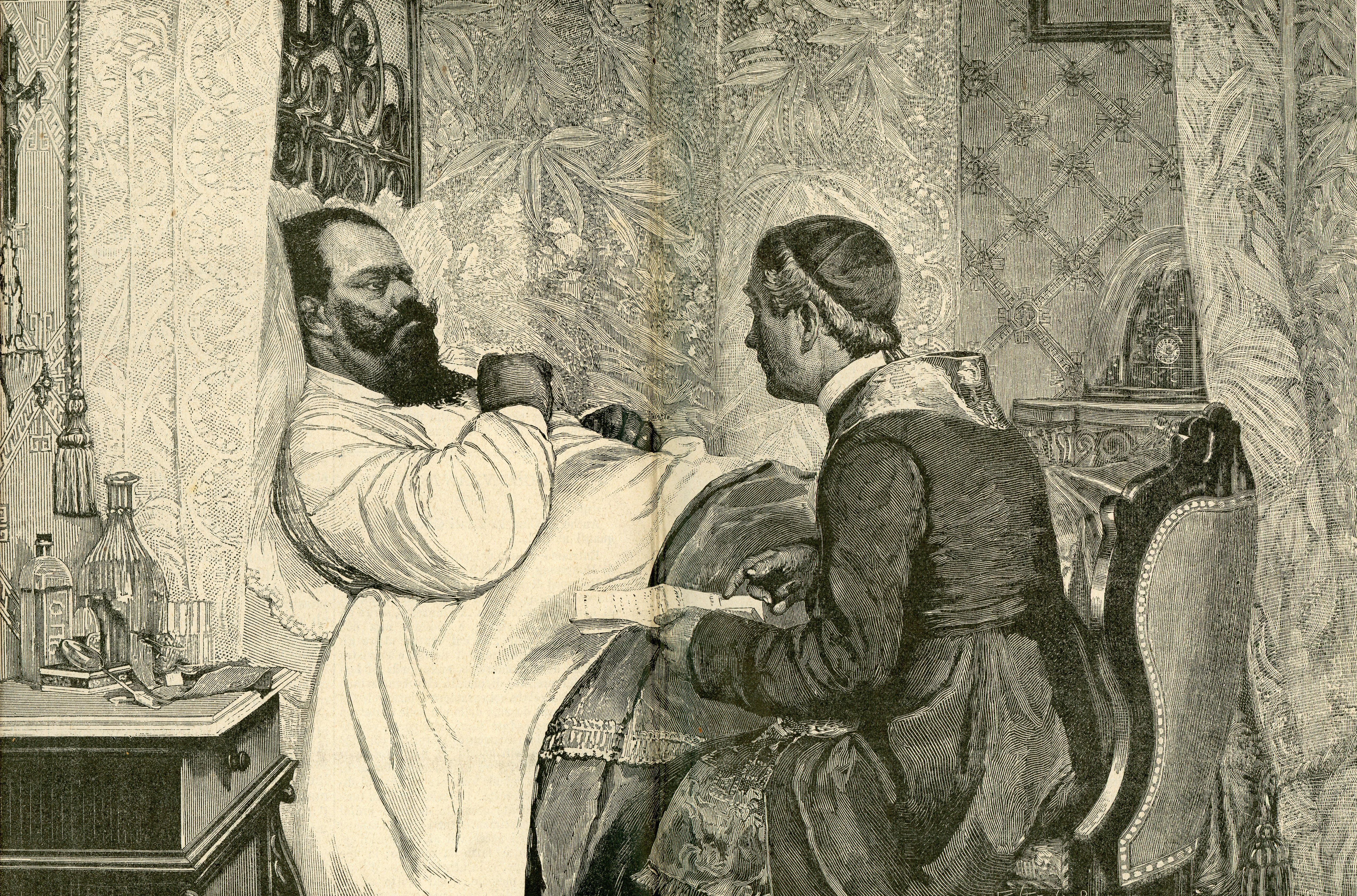
Vittorio Emanuele II a San Rossore nel 1869

Con l'Unità d'Italia la Tenuta divenne proprietà della nuova dinastia regnante che ne tenne sempre di conto. Il primo re d'Italia, Vittorio Emanuele II, era un appassionato cacciatore, per cui dedicò grande attenzione allo sviluppo della selvaggina. Nel 1862 egli fece costruire la Sterpaia, in stile piemontese, come scuderia per l'allevamento di cavalli purosangue destinati a partecipare alle corse con i colori reali: da alcuni anni infatti la Casa reale gestiva una pregiata scuderia di cavalli da corsa, a cui dovette però ben presto rinunciare per la mancanza di fondi, negati dal Parlamento nazionale. La Sterpaia venne quindi riconvertita in vaccheria, destinazione che conservò fino agli ultimi decenni del XX secolo, e stalla per i cavalli adibiti ai lavori della Tenuta. Vittorio Emanuele II fece anche ristrutturare radicalmente gli edifici di Cascine Nuove e stimolò l'allevamento dei dromedari, utilizzati nei lavori agricoli.
Il primo atto compiuto dai Savoia al loro arrivo in San Rossore fu la chiusura della Tenuta all'uso pubblico. La famiglia Ceccherini fu allontanata dal Gombo nel 1869, ottenendo la concessione di un altro tratto di spiaggia a sud della foce dell'Arno e dando inizio allo sfruttamento di quella zona che diventerà Marina di Pisa. In prossimità di Cascine Nuove, nel 1870 venne costruito il Ponte delle Cascine, detto anche dei Moccoli o Ponte Vittorio Emanuele II, a otto arcate, che metteva San Rossore in comunicazione con l'altra Tenuta Reale, quella di Tombolo, sulla riva sinistra dell'Arno. Questo ponte crollò a causa di una piena dello stesso fiume nella notte dell'Epifania del 1920 e venne sostituito da una passerella in ferro, fatta in seguito saltare in aria durante la seconda guerra mondiale e mai più ricostruita.

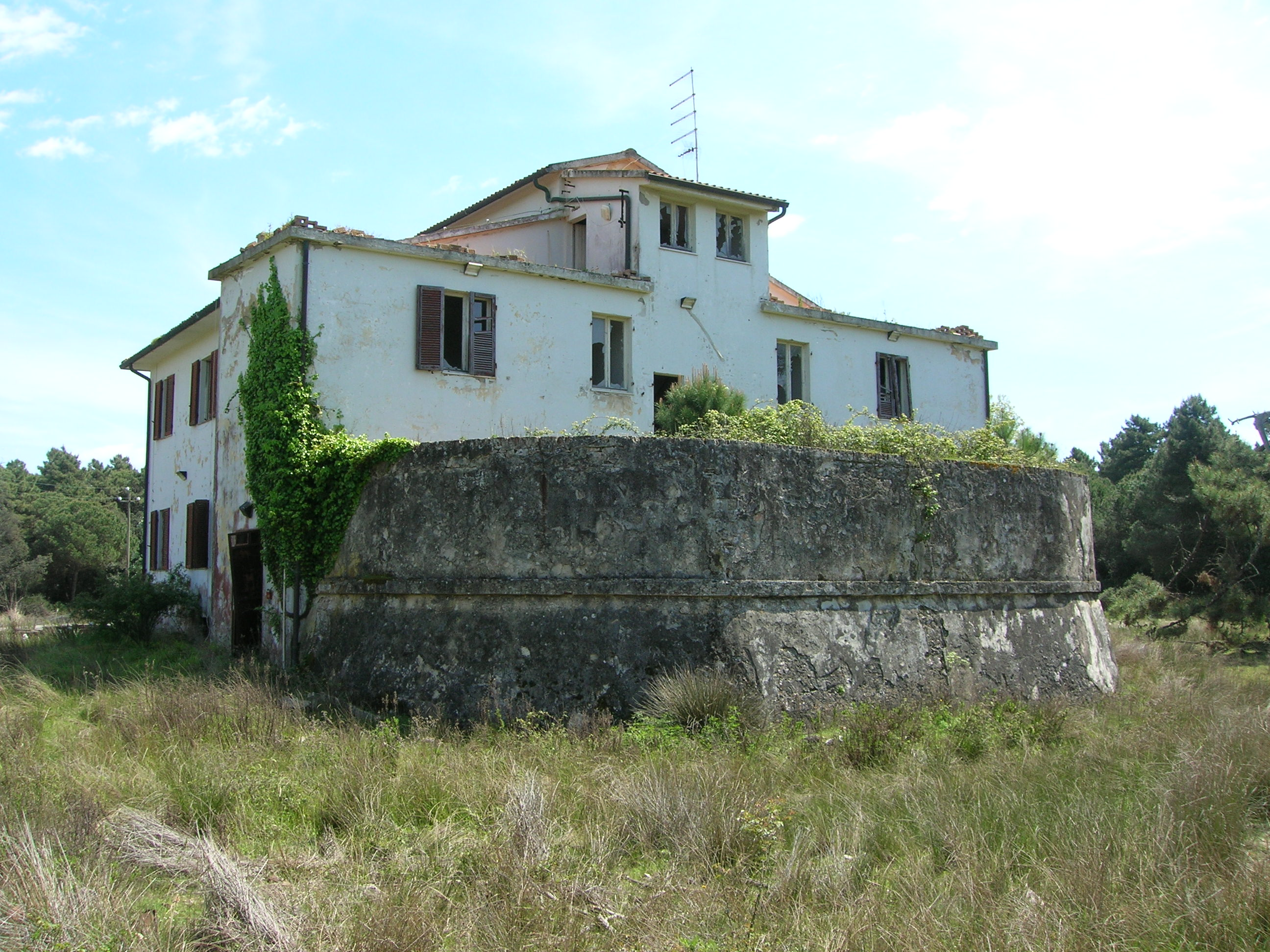
Una caserma abbandonata nei pressi di Bocca di Serchio, costruita sui resti di una struttura medicea

A San Rossore il re venne colpito da una grave malattia e, sembrando in punto di morte, il 18 ottobre 1869 vennero celebrate le nozze con Rosa Vercellana, detta la Bella Rosina, con la quale conviveva da molti anni. In seguito a questo matrimonio Rosa Vercellana non diventò regina, ma solo moglie morganatica. Il Re tuttavia guarì e confermò qualche anno dopo tale matrimonio in forma civile, stavolta a Roma.
Succeduto al padre, morto nel 1878, il nuovo sovrano Umberto I continuò l'ampliamento delle strutture della Tenuta: ingrandì le Cascine Nuove, fece costruire la Palazzina, una nuova scuderia posta sul viale che da Cascine Nuove porta a Bocca d'Arno, e il Boschetto, destinato a ospitare i dromedari. Prese anche provvedimenti per il contenimento della selvaggina, composta da daini, cinghiali, antilopi e cervi, il cui sovrappopolamento stava provocando gravi danni alla vegetazione.

### XX secolo: Vittorio Emanuele III
Il successore di Umberto I, assassinato nel 1900, fu il figlio Vittorio Emanuele III, destinato a regnare fino alla fine della seconda guerra mondiale. Il nuovo re amava molto soggiornare a San Rossore, tanto da farne la residenza estiva della famiglia reale che vi si trasferiva da giugno fino a novembre. Le esigenze di vigilanza e di sicurezza, connesse alla presenza dei sovrani e affidate a una ventina di carabinieri scelti tra quelli provenienti da famiglie notabili, hanno lasciato una traccia nelle numerose garitte, oggi in decadimento, che ancora si possono vedere nel parco.
In questa prima metà del XX secolo venne consolidato lo sfruttamento economico della Tenuta e molte aree furono affidate a famiglie di mezzadri. La Sterpaia, la Palazzina, il Boschetto, oggi strutture cadenti, furono a quei tempi il centro di poderi accuratamente coltivati. San Rossore, infatti, ospitava una numerosa comunità contadina, fatta di famiglie mezzadrili e di numerosi giornalieri che lavoravano una superficie pari a circa il 20% dell'estensione della Tenuta. Le attività agricole erano molto diversificate e includevano grano, ortaggi, vigneti, foraggi e barbabietole, dovendo anche soddisfare i bisogni degli stessi produttori. C'erano anche due famiglie di pastori, i Bragazzi e i Del Sarto, che fino agli anni cinquanta poterono far pascolare le loro greggi nella Tenuta. La Tenuta era, comunque, soprattutto utilizzata dal re per le sue battute di caccia. Data la ricchezza di selvaggina San Rossore era sottoposta alla continua attività dei bracconieri, gente del posto o delle zone limitrofe spesso spinta dalla necessità di integrare i magri bilanci familiari. Per questo venne istituito il Corpo dei Reali Cacciatori Guardie, coadiuvate dalla Guardia di Finanza nel controllo del bracconaggio. 
Proprio durante uno dei suoi soggiorni a San Rossore, il 5 settembre del 1938, re Vittorio Emanuele III firmò i primi decreti che sancivano l'entrata in vigore delle infami leggi razziali sul territorio nazionale. Un provvedimento che escluse le persone di religione ebraica dalle scuole e dalle università, e che fu seguito negli anni successivi dalla deportazione in massa ai campi di concentramento.

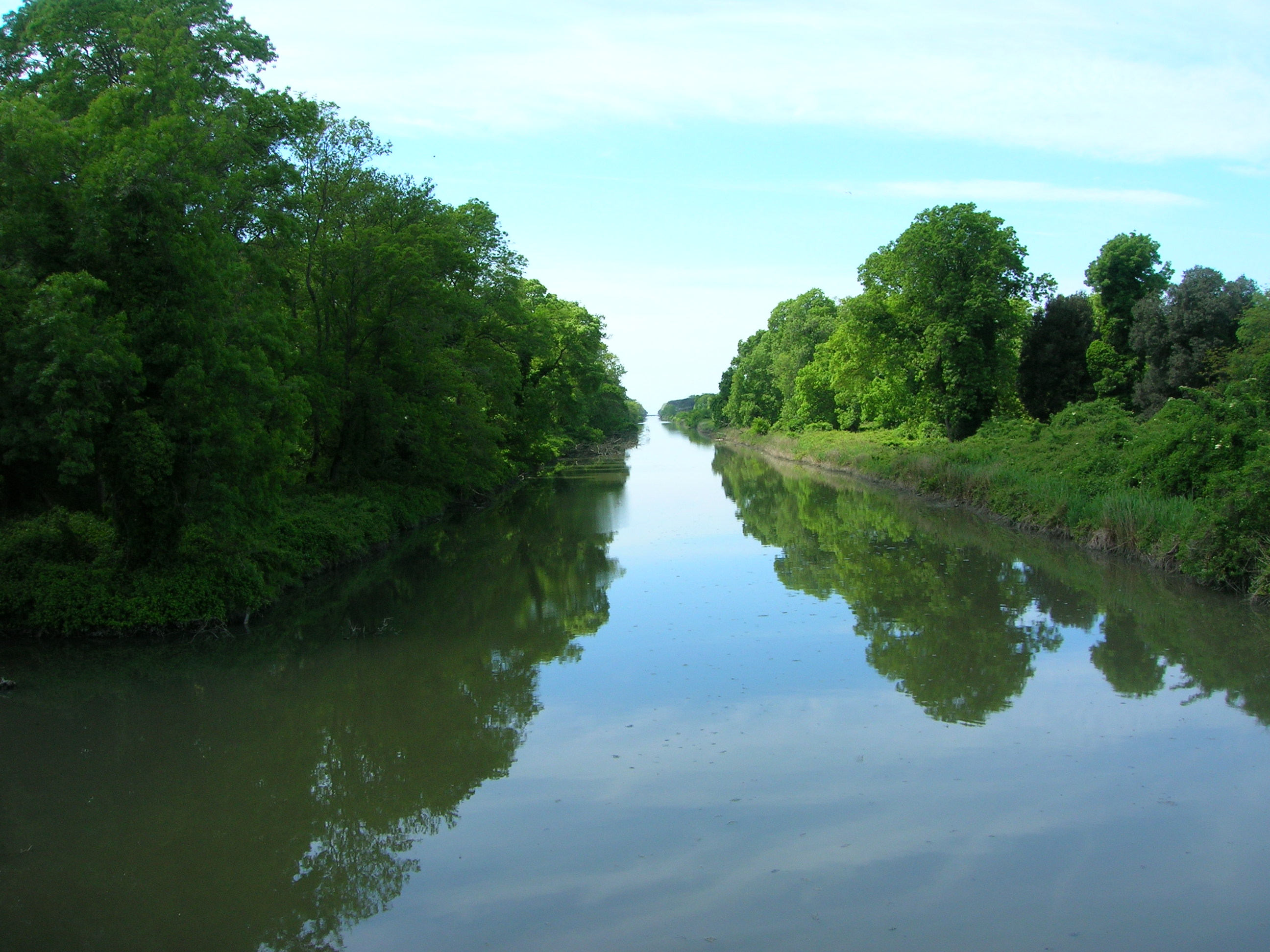
Tracciato finale del nuovo Fiume Morto

Dal 1926 al 1930 venne costruito il Fiume Morto Nuovo, parallelo al viale del Gombo, atto a favorire il deflusso in mare delle acque del Fiume Morto Vecchio che tendevano a ristagnare, provocando allagamenti in caso di piena. Nel 1933 ne venne terminata la foce armata in cemento che, aggredita nel corso degli anni dall'erosione marina, è stata oggetto di lavori di rifacimento nel 2005.
A differenza del periodo granducale, quando la Tenuta era sempre accessibile, solo durante i periodi d'assenza dei Savoia San Rossore veniva aperta al pubblico, che la raggiungeva percorrendo il viale della Cascine in carrozza o sul barroccio di servizio di Curzio Braccini, oppure attraversando la passerella sospesa in Arno, che raggiungeva col piccolo tram che, provenendo da Pisa o da Marina, fermava alla stazione di San Piero a Grado.

### Secondo dopoguerra: Tenuta Presidenziale
Con la fine della seconda guerra mondiale e la caduta della monarchia, le ex scuderie reali della Sterpaia continuarono a essere abitate dai contadini che lavorano i terreni della Tenuta. Nel 1956 San Rossore diventò proprietà della Presidenza della Repubblica, quando per volontà di Giovanni Gronchi venne ricostruita la Villa del Gombo, distrutta dalla guerra, e la Sterpaia divenne un centro zootecnico. Fino alla fine del XX secolo i capi di Stato italiani frequentarono la tenuta con le famiglie o con ospiti importanti.
Nel 1979 la tenuta entra a far parte del Parco naturale di Migliarino, San Rossore, Massaciuccoli, istituito per legge regionale, insieme con il lago di Massaciuccoli e le pinete del Tombolo, di Migliarino e della Macchia Lucchese.

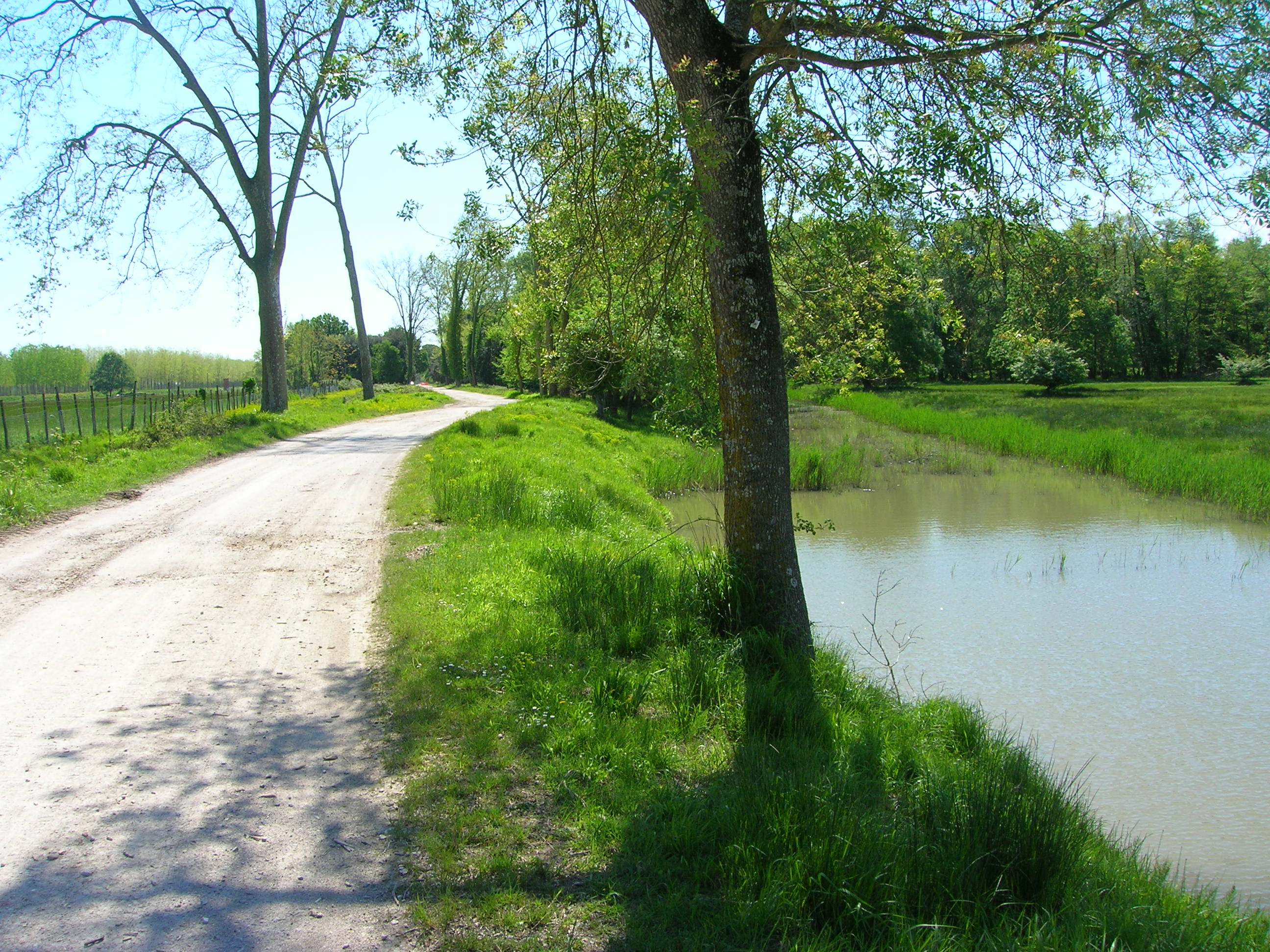
Il parco di San Rossore offre ampie possibilità di escursioni, a piedi o in bicicletta, con o senza guida

### XXI secolo: L'Ente Parco Migliarino San Rossore Massaciuccoli
Nel 1999 il presidente Oscar Luigi Scalfaro dona la proprietà di San Rossore alla Regione Toscana, che ne demanda la gestione all'Ente Parco Migliarino San Rossore Massaciuccoli. Oltre alla salvaguardia e alla valorizzazione del grande patrimonio ambientale e naturalistico della Tenuta, l'Ente ne gestisce le attività economiche, agricole e zootecniche, quelle di tipo biologico, le visite guidate e il turismo ambientale.
Nel 2002 prende avvio il progetto di recupero dei fabbricati di “Piaggerta” come intervento inserito nel Piano di Investimenti Triennale del settore sociale (2002-2004), presentato dalla Conferenza dei Sindaci Zona Pisana alla Regione Toscana. L'iniziativa è promossa nelle sue fasi iniziali dal Comune di San Giuliano Terme ed è finalizzata al recupero edilizio di due fabbricati, ubicati nella Tenuta di San Rossore (in località “Piaggerta”), che il Comune di San Giuliano ha già in concessione dall'Ente Parco Migliarino-San Rossore-Massaciuccoli. Nella fase attuativa del progetto si è determinato un maggior coinvolgimento dell'Ente Parco, con il quale i soggetti coinvolti hanno valutato la possibilità di estendere l'intervento di recupero edilizio a un terzo fabbricato esistente in località “Piaggerta”, originariamente non preso in considerazione. I motivi di tale sviluppo sono evidenti: l'ampliamento dell'intervento consente, da una parte, di utilizzare strutture più capienti e più diversificate per la realizzazione dei contenuti progettuali originari, dall'altra, garantisce all'Ente Parco il completamento del recupero edilizio di tutta l'area di “Piaggerta”. Nel febbraio 2011 ha preso avvio il processo di evidenza pubblica per la selezione del gestore del complesso e nel luglio del 2013 sono state inaugurate le attività turistiche e di accoglienza per utenti con bisogni speciali (www.dormirenelparco.it) presso "Piaggerta".
Nel 2004 viene restaurato l'immobile della Sterpaia. Il progetto prevedeva che La tipica forma a U venisse sfruttata in diversi modi: l'ala sinistra dedicata a un progetto di scuola creativa ideato da Oliviero Toscani; l'ala destra destinata ad area museale ed espositiva; l'area centrale invece adibita a struttura turistico-ricettiva.
Dal 7 al 10 agosto 2014 il parco ha ospitato la parte di campo fisso della Route Nazionale dell'Agesci (incominciata il primo agosto con i campi mobili nelle regioni), a cui hanno partecipato circa 30 000 ragazzi e ragazze dai 16 ai 21 anni, e i Capi adulti. Il 5 settembre 2015 il viale che collega le Cascine Vecchie alle Cascine Nuove viene ufficialmente intitolato "Viale Aquile Randagie" a memoria dello storico gruppo scout che svolse attività clandestina durante il fascismo.

## Il parco naturale
La tenuta di San Rossore fa parte del parco naturale di Migliarino, San Rossore, Massaciuccoli, che si estende per 23 115 ettari fra la provincia di Pisa e quella di Lucca (comuni di Pisa, San Giuliano Terme, Vecchiano, Viareggio e Massarosa). Il parco è diviso nelle tenute di San Rossore, Tombolo e Coltano e nella macchia di Massaciuccoli; comprende il litorale dalla foce dell'Arno ai margini di Viareggio, zone boschive (principalmente pinete) e paludose (il lago di Massaciuccoli e numerosi fiumi e canali), oltre a vaste aree agricole.

### I «cammelli»
Fino alla fine del XX secolo furono ospiti del Parco alcuni dromedari, popolarmente ed erroneamente chiamati "cammelli". Il primo esemplare, posto sotto la custodia di uno schiavo, arrivò nel 1622 grazie al Granduca di Toscana Ferdinando II de' Medici, convinto che il clima mite di San Rossore potesse essere adatto a questo genere di animale. L'esperimento riuscì e col tempo lo stesso Granduca ne introdusse altri provenienti dall'Africa, che vennero sfruttati per i lavori agricoli e per il trasporto del legname.
Un buon numero di dromedari venne donato alla Tenuta Granducale dal generale Arrighetti, che li aveva sottratti ai Turchi durante la battaglia di Vienna, nel 1683. Grazie a successive aggiunte, il numero delle bestie raggiunse quota 196 nel 1789, per poi calare progressivamente nel corso del XIX secolo, al cui termine era possibile contare la presenza di ancora un centinaio di animali.

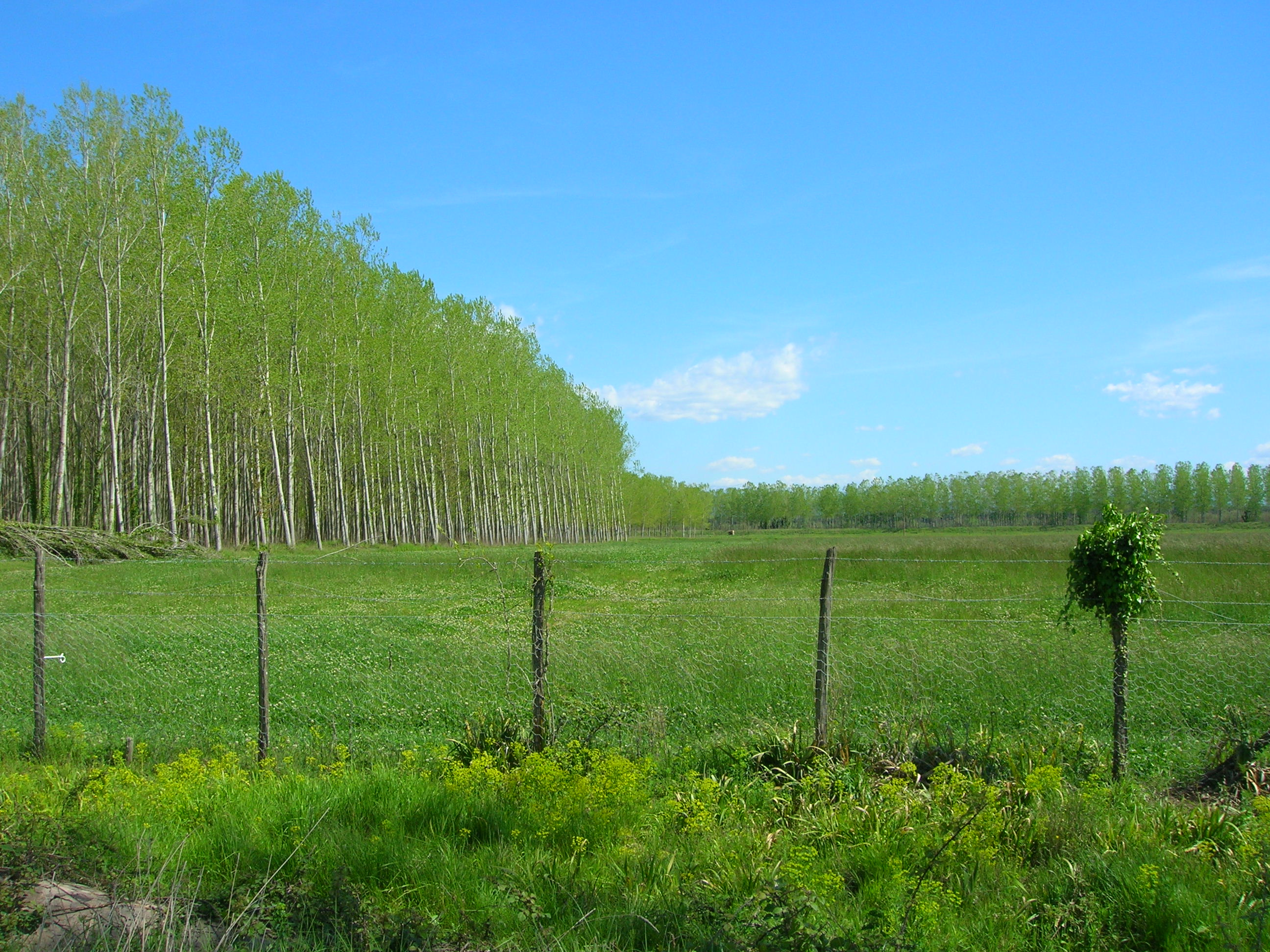
Negli ampi pascoli, una volta occupati da vacche e dromedari, viene ora allevato il mucco pisano

L'allevamento, famoso in tutta Europa per la sua unicità, forniva regolarmente piccoli dromedari ai vari circhi equestri. Il numero dei dromedari si ridusse drasticamente durante la Seconda guerra mondiale, poiché molti esemplari vennero mangiati dalle truppe dell'esercito tedesco che, dopo l'8 settembre 1943, si era accampato nella Tenuta. Nel 1956 per volere del presidente della Repubblica Giovanni Gronchi ci fu un tentativo di reintroduzione che, però, non diede l'esito sperato. L'ultimo esemplare rimasto arrivò agli anni Sessanta del XX secolo, e il suo scheletro è attualmente esposto al Museo di Storia Naturale e del Territorio di Calci.
Per ringraziare dell'ospitalità ricevuta per la Route Nazionale nel 2014 l'associazione Agesci ha donato al parco tre dromedari.